# Polly Powrie
Polly Powrie (n. 9 decembrie 1987, Auckland, Noua Zeelandă) este o sportivă ce a reprezentat Noua Zeelandă, medaliată olimpică. A participat la 2 ediții ale Jocurilor Olimpice (2012, 2016) în care a câștigat o medalie de aur și o medalie de argint.